# Karí Steinn Karlsson
Kari Steinn Karlsson född 19 maj 1986, är en isländsk långdistanslöpare. Han deltog vid Olympiska sommarspelen 2012, där han tävlade i maraton och slutade på 42:a plats.